# Версейлс (Миссури)
Версе́йлс (англ. Versailles) — город в штате Миссури, США, административный центр округа Морган. Население в 2010 году составило 2482 жителей.

## Население
По данным переписи 2010 года население Версейлса составляло 2482 человек (из них 47,5 % мужчин и 52,5 % женщин), было 1034 домашних хозяйства и 590 семей. Расовый состав: белые — 92,4 %, афроамериканцы — 2,8 %, коренные американцы — 0,8 %, азиаты — 0,3 и представители двух и более рас — 2,6 %.
Из 1034 домашних хозяйств 37,3 % представляли собой совместно проживающие супружеские пары (12,9 % с детьми младше 18 лет), в 15,9 % домохозяйств женщины проживали без мужей, в 3,9 % домохозяйств мужчины проживали без жён, 42,9 % не имели семьи. В среднем домашнее хозяйство вели 2,22 человека, а средний размер семьи — 2,94 человека. В одиночестве проживали 38,7 % населения, 20,7 % составляли одинокие пожилые люди (старше 65 лет).
Население города по возрастному диапазону распределилось следующим образом: 22,8 % — жители младше 18 лет, 54,8 % — от 18 до 65 лет и 22,4 % — в возрасте 65 лет и старше. Средний возраст населения — 40,9 года. На каждые 100 женщин приходилось 90,5 мужчины, при этом на 100 совершеннолетних женщин приходилось уже 85,2 мужчин сопоставимого возраста.
В 2014 году из 2076 трудоспособных жителей старше 16 лет имели работу 849 человек. При этом мужчины имели медианный доход в 34 250 долларов США в год против 30 583 долларов среднегодового дохода у женщин. В 2014 году медианный доход на семью оценивался в 30 604 $, на домашнее хозяйство — в 29 550 $. Доход на душу населения — 16 638 $. 29,5 % от всего числа семей и 30,1 % от всей численности населения находилось на момент переписи за чертой бедности.
Динамика численности населения:
|  |